# Антипов, Владислав Андреевич
Антипов Владислав Андреевич (1928—1997) — директор шахты «Трудовская», Герой Социалистического Труда.

## Биография
Родился 1 декабря 1928 года в Ворошиловграде. После войны учился в Краснолучском горном техникуме. Окончил Донецкий индустриальный институт (1949—1954), где получил специальность горного инженера по разработке месторождений полезных ископаемых. Как специалист формировался на шахтах на инженерно-технических должностях от горного мастера до главного инженера треста.

### Трудовой подвиг
Наиболее значимый период в жизни Владислава Андреевича — 10 лет работы директором шахты «Трудовская» объединения «Донецкуголь». Под его руководством эта шахта прославилась в СССР и за рубежом. Антипов стоял у истоков внедрения узкозахватной техники, сделавшей революцию в угольной промышленности. Тонкий психолог, выдающийся организатор, он опирался на рабочих. Воспитал дважды Героя Социалистического Труда И. И. Стрельченко и Героя Социалистического Труда А. Д. Полищука. Организовал работу шахты так, что бригада Стрельченко И. И. установила всеукраинский рекорд — из одного забоя добыто 55191 т (1965). За семилетку шахта добыла 7 млн. 452 тыс. тонн угля, из них 141 тыс. т — сверх плана. Производительность труда рабочего по добыче составила 40,8 тонны при плане 39,5 тонны, пройдено 66 км горных выработок.
На шахте проходили испытания дробильно-закладочного комплекса «Титан». В результате его внедрения тысячи кубометров породы оставлены в выработанном пространстве. Коллектив шахты был награждён орденом Октябрьской Революции. Директору шахты В. А. Антипову присвоено звание Героя Социалистического Труда, 130 горняков награждены государственными и ведомственными наградами (1971).

### Научная деятельность
В 1974 году В. А. Антипова назначили начальником научно-технического управления Минуглепрома Украины. В том же году он защитил диссертацию на соискание ученой степени кандидата технических наук. В 1978 году стал генеральным директором научно-производственного объединения «Автоматгормаш» Всесоюзного объединения «Союзуглеавтоматика» Минуглепрома УССР, а в 1990 возглавил институт «Автоматгормаш».
С 1996 года В. А. Антипов — председатель правления ОАО «Автоматгормаш». Создание и внедрение в производство средств комплексной автоматизации очистного и проходческого оборудования на предприятиях угольной промышленности были главной задачей этого объединения. Перейдя от производственной к научной работе, В. А. Антипов сумел использовать свой богатый опыт в работе единственного в стране института, который занимался автоматизацией забойного оборудования.
Академик, автор более 60 научных трудов. Многие известные руководители угольной промышленности Украины и России считают В. А. Антипова своим учителем. Вел активную общественную деятельность, являясь президентом Донецкой областной ассоциации руководителей предприятий. Неоднократно избирался в руководящие партийные и советские органы, работал председателем Донецкого горсовета содействия Советскому Фонду мира, членом научно-технического Совета Министерства угольной промышленности СССР.

## Награды
Награждён двумя орденами Трудового Красного Знамени, четырьмя медалями. Лауреат Государственной премии СССР, полный кавалер знака «Шахтерская слава».
Скончался Владислав Андреевич 7 мая 1997 года. Его именем названа одна из улиц г. Донецка.